# Tetragnatha amoena
Tetragnatha amoena là một loài nhện trong họ Tetragnathidae.
Loài này thuộc chi Tetragnatha. Tetragnatha amoena được miêu tả năm 1987 bởi Okuma.